# 布拉德·史蒂文斯
布拉德·肯特·史蒂文斯（英語：Bradley Kent Stevens，1976年10月22日—），美國 籃球營運總裁與前籃球隊教練。曾執教印第安納波利斯巴特勒大學和NBA波士顿凯尔特人，目前擔任波士顿凯尔特人籃球營運總裁。
主要是以「无位置篮球」或動態進攻(Motion offense)為主。

## NBA

### 波士顿凯尔特人
2013年7月13日，與波士顿凯尔特人隊簽下6年2200萬美元合約擔任塞爾提克隊新任總教練。
2016年2月10日，回到主場的波士顿凯尔特人116:96擊退來訪的灰熊收下主場14連勝。隊史紀錄1990-91 NBA賽季主場18連勝。
2月12日，綠衫軍98:102不敵火箭，終止主場14連勝。
2016年4月2日，綠衫軍客場以109:106終結衛冕軍勇士的開季主場36連勝、跨季主場54連勝紀錄。
2016年4月4日，綠衫軍客場擊敗湖人，收下季後賽門票。
2015年4月13日，塞爾提克隊在過去的8個賽季的第7次進季後賽，這也是史蒂文斯(Brad Stevens)執教第二個賽季首度挺進季後賽。首輪遭到克里夫蘭騎士、亞特蘭大老鷹分別橫掃和2勝4敗失利。
2016年6月3日，史蒂文斯再獲得3年續約。
2017年1月16日，塞爾提克隊以108:98擊敗黃蜂，史蒂文斯追平前教頭Jim O'Brien的執教勝場紀錄139勝。
2017年1月26日，塞爾提克隊以120:109擊敗火箭，史蒂文斯(Brad Stevens)超越前教頭Jim O'Brien的執教勝場紀錄140勝，
2017年3月31日，塞爾提克主場以117:116險勝魔術，史蒂文斯追平球隊名人堂球員兼教練比爾·羅素的執教勝場紀錄162勝。
2017年4月1日，塞爾提克客場以110:94大勝尼克，史蒂文斯超越球隊名人堂球員兼教練比爾·羅素的執教勝場紀錄163勝。
2017年4月15日，塞爾提克隊在過去的9個賽季的第8次進季後賽，這也是史蒂文斯(Brad Stevens)執教第四個賽季首次拿到分區王座和東區第一，季後賽首輪上演讓二追四逆轉芝加哥公牛，更是在第二輪系列賽4-3淘汰華盛頓巫師，也是執教生涯首度挺進東區決賽，後與衛冕軍克里夫蘭騎士交手，最終以1:4落敗。
2018年1月11日，塞爾提克在落後最多22分劣勢下演出大逆轉，最終114比103氣走76人寫下7連勝並終止76人4連勝，史蒂文斯成為第七位塞爾提克兩百勝教練，前六位分別是阿諾·奧拜克、湯姆·海因索恩、比爾·費奇、K·C·瓊斯、克里斯·福特、道格·里弗斯。
2017年3月31日，塞爾提克主場以117:116險勝魔術，史蒂文斯追平球隊名人堂球員兼教練比爾·羅素的執教勝場紀錄162勝。
2018年10月16日，塞爾提克主場以105:87大勝宿敵76人，史蒂文斯追平克里斯·福特的執教勝場紀錄222勝。
2018年10月20日，塞爾提克客場以103:101險勝宿敵尼克，史蒂文斯超越克里斯·福特的執教勝場紀錄223勝。
2018年10月29日，塞爾提克客場以112:103逆轉灰熊，史蒂文斯追平比爾·費奇的執教勝場紀錄242勝。
2019年1月3日，塞爾提克主場以115:102擊敗灰狼，史蒂文斯超越比爾·費奇的執教勝場紀錄242勝。
2019年1月21日，塞爾提克以一波9-0強勢開啟下半場，此後越戰越勇，繼續擴大領先優勢，三節打完以87-68領先。末節熱火替補不甘就此放棄比賽，先後打出9-0和11-0將分差縮小到5分，比賽最後時刻，厄文連得6分並演出關鍵抄截鎖定勝局，最終107比99擊敗來訪的熱火，收穫4連勝，史蒂文斯职业生涯的第250场常规赛胜利，成為第五位塞爾提克兩百五十勝教練，前四位分別是阿諾·奧拜克、湯姆·海因索恩、K·C·瓊斯、道格·里弗斯。
2020年1月24日，塞爾提克客場以109:98擊敗魔術，史蒂文斯职业生涯的第300场常规赛胜利，成為第五位塞爾提克三百勝教練，前四位分別是阿諾·奧拜克、湯姆·海因索恩、K·C·瓊斯、道格·里弗斯。
2020年2月13日，塞爾提克主場二度延長賽以141:133勝洛杉磯快艇，史蒂文斯追平K·C·瓊斯的執教勝場紀錄308勝。
2020年2月21日，塞爾提克客場以127:117勝明尼蘇達灰狼，史蒂文斯超越K·C·瓊斯的執教勝場紀錄308勝。躍升隊史第四位。
2021年5月19日，史蒂文斯將在下個賽季繼續執教塞爾提克。同年6月2日，隨著首輪被布魯克林籃網淘汰，史蒂文斯新的球季將接任球隊總管，頂替丹尼·安吉，總教練空缺最後由伊姆·烏度卡接任。

### 教練門徒
- 马修·格雷夫斯（英语：Matthew Graves）：
  - 巴特勒大學助理教練→副主教練(2000–2013)
  - 南阿拉巴马大學(2013–2018)
  - 伊凡斯維爾大學助理教練(2018–2019)
  - 澤維爾大學特別助理(2019–2021)
  - 印第安那州立大學助理總教練(2021–)
- 布蘭登·米勒：
  - 巴特勒大學助理教練(2007–2008)
  - 俄亥俄州立大學助理教練(2008–2011)
  - 伊利諾大學助理教練(2012–2013)
  - 巴特勒大學總教練(2013–2014)
- 米卡·史倫貝里（英语：Micah Shrewsberry）：
  - 沃巴什小巨人助理教練(1999–2000)
  - 德堡大學助理教練(2001–2003)
  - 馬歇爾大學籃球運動總裁(2003–2005)
  - 印第安納大學總教練(2005–2007)
  - 巴特勒大學助理教練(2008–2011)
  - 普渡大學(2011–2013、2019–2021)
  - 波士頓塞爾提克助理教練(2013–2019)
  - 賓夕法尼亞州立大學(2021–2023)
  - 聖母大學(2023–)

### NBA球員
幾個史蒂文斯的前巴特勒球員在選秀大會上被選為或簽署美國職業籃球協會（NBA）球隊，包括9首輪的NBA選秀權的成員。這些前巴特勒的球員包括：
- 戈登·海沃德 (Gordon Hayward)

## 主教练战绩
| 队伍 | 赛季    | 常规赛 | 常规赛 | 常规赛 | 常规赛 | 常规赛 | 季后赛 | 季后赛 | 季后赛 | 季后赛 | 季后赛       |
| 队伍 | 赛季    | 比赛   | 胜     | 负     | 胜率   | 排名   | 比赛   | 胜     | 负     | 胜率   | 结果         |
| ---- | ------- | ------ | ------ | ------ | ------ | ------ | ------ | ------ | ------ | ------ | ------------ |
| BOS  | 2013-14 | 82     | 25     | 57     | .305   | 4      | -      | -      | -      | .---   | 未进入       |
| BOS  | 2014-15 | 82     | 40     | 42     | .488   | 2      | 4      | 0      | 4      | .000   | 第一轮失利   |
| BOS  | 2015-16 | 82     | 48     | 34     | .585   | 2      | 6      | 2      | 4      | .333   | 第一轮失利   |
| BOS  | 2016-17 | 82     | 53     | 29     | .646   | 1      | 12     | 9      | 7      | .563   | 東區決賽失利 |
| BOS  | 2017-18 | 82     | 55     | 27     | .671   | 2      | 19     | 11     | 8      | .579   | 東區決賽失利 |
| BOS  | 2018-19 | 82     | 49     | 33     | .598   | 3      | 9      | 5      | 4      | .556   | 第二輪失利   |
| BOS  | 2019-20 | 72     | 48     | 24     | .667   | 2      | 17     | 10     | 7      | .588   | 東區決賽失利 |
| BOS  | 2020-21 | 72     | 36     | 36     | .500   | 4      | 5      | 1      | 4      | .200   | 第一輪失利   |
| 总计 | 总计    | 636    | 354    | 282    | .557   |        | 78     | 38     | 40     | .487   |              |